# Strażnica WOP Krynki

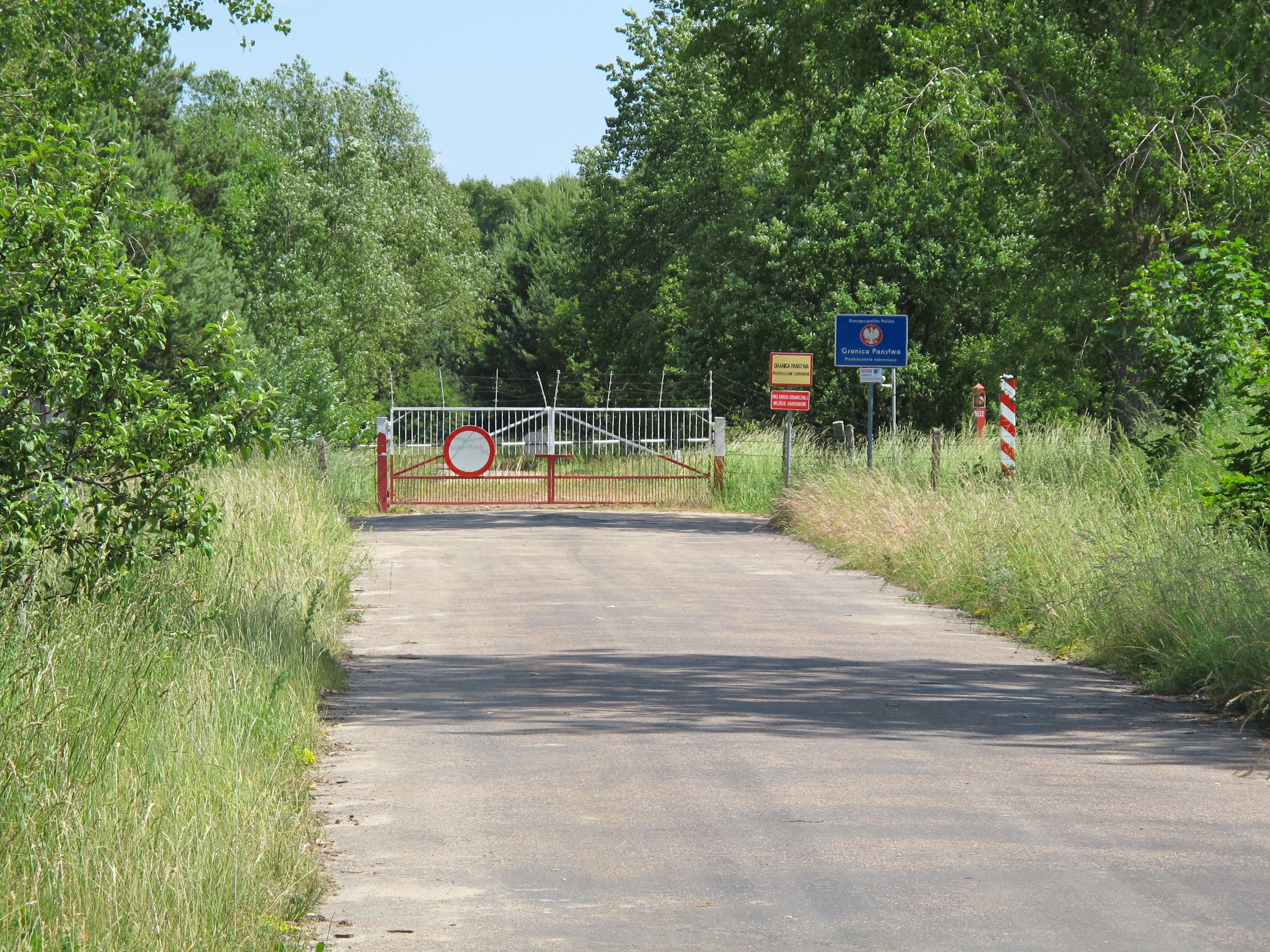
Granica polsko-białoruska w pobliżu Krynek (czerwiec 2010)

Strażnica Wojsk Ochrony Pogranicza Krynki – nieistniejący obecnie podstawowy pododdział Wojsk Ochrony Pogranicza pełniący służbę graniczną na granicy polsko-radzieckiej.

Strażnica Straży Granicznej w Krynkach – nieistniejąca obecnie graniczna jednostka organizacyjna Straży Granicznej realizująca zadania bezpośrednio w ochronie granicy państwowej z Republiką Białoruską.

## Formowanie i zmiany organizacyjne
Strażnica została sformowana w 1945 w strukturze 28 komendy odcinka w Michałowie jako 130 strażnica WOP (Krynki) o stanie 56 żołnierzy. Kierownictwo strażnicy stanowili: komendant strażnicy, zastępca komendanta do spraw polityczno-wychowawczych i zastępca do spraw zwiadu. Strażnica składała się z dwóch drużyn strzeleckich, drużyny fizylierów, drużyny łączności i gospodarczej. Etat przewidywał także instruktora do tresury psów służbowych oraz instruktora sanitarnego.
W latach 24 kwietnia 1948–31 grudnia 1950, 130 strażnica OP Krynki była w strukturach 17 batalionu Ochrony Pogranicza w Michałowie.
1 stycznia 1951 130 strażnica WOP Krynki była w strukturach 224 batalionu WOP w Michałowie, a 1 czerwca 1952 strażnicę nr 130 włączono w podległość 223 batalionu WOP w Sokółce. 
Od 15 marca 1954 wprowadzono nową numerację strażnic. Strażnica IV kategorii otrzymała numer 124.
15 listopada 1955 zlikwidowano sztab 223 batalionu. Strażnica podporządkowana została bezpośrednio pod sztab 22 Brygady WOP. W sztabie brygady wprowadzono stanowiska nieetatowych oficerów kierunkowych odpowiedzialnych za służbę graniczną strażnic.
W lipcu 1956 rozwiązano strażnicę WOP Krynki. Budynki strażnicy zaadaptowano na rzeźnię i garbarnię.
Straż Graniczna:

Strażnica Straży Granicznej w Krynkach (Strażnica SG w Krynkach) została utworzona 1 lutego 1995 w miejscowości Krynki.
W 1995 na stan etatowy 20 funkcjonariuszy SG, stan ewidencyjny wynosił 13 osób.
W 2002, strażnica miała status strażnicy SG I kategorii.
Jako Strażnica Straży Granicznej w Krynkach funkcjonowała do 23 sierpnia 2005 i 24 sierpnia 2005 Ustawą z 22 kwietnia 2005 O zmianie ustawy o Straży Granicznej... została przekształcona na Placówkę Straży Granicznej w Krynkach (PSG w Krynkach).

## Ochrona granicy
Faktyczną ochronę granicy strażnica WOP Krynki rozpoczęła w czerwcu 1946.
Straż Graniczna:

W 2002 po stronie białoruskiej na długości 157 km ochraniał granicę Grodzieński Oddział Wojsk Pogranicznych.
Do 2 października 2003 Strażnica SG w Krynkach ochraniała odcinek granicy państwowej o długości 33,9 km, a od 3 października 2003, po włączeniu do systemu zabezpieczenia granicy państwowej strażnicy SG w Szudziałowie, odcinek uległ skróceniu do ok. 18,6 km.

### Wydarzenia
- 1993 – 14 października pozyskano po byłym PGR-e w Krynkach budynek administracyjny ze stołówką i działką o powierzchni 0,1949 ha za cenę 1 mld. 226 mln. zł[13].
- 1995 – 1 lutego po adaptacji budynków, strażnicę SG w Krynkach włączono do systemu ochrony granicy państwowej[14]
- 1999 – luty, strażnica otrzymała na wyposażenie samochody osobowo-terenowe Land Rower[15], motocykle marki KTM i czterokołowe typu TRX marki Honda[16].

### Sąsiednie graniczne jednostki organizacyjne
- 129 strażnica WOP Miszkieniki ⇔ 131 strażnica WOP Kruszyniany – 1946 rok.

Straż Graniczna:
- Strażnica SG w Sokółce ⇔ Strażnica SG w Gródku – 01.02.1995[17].
- GPK SG w Kuźnicy ⇔ GPK SG w Bobrownikach – 02.01.2003[18] .
- Strażnica SG w Szudziałowie ⇔ GPK SG w Bobrownikach – 03.10.2003[11][18] .

## Dowódcy/komendanci strażnicy
- ppor. Kondracki[3]
- ppor. Czesław Andrzejewski (był w 1953)

Komendanci strażnicy SG:
- ppor./por. SG Sylwester Czarnecki (01.02.1995[8]–był w 2000)[19]
- por. SG Tadeusz Złotorzyński (był w 2004)[20].